# 573
El 573 (DLXXIII) fou un any comú començat en diumenge del calendari julià.

## Esdeveniments
- Gregori de Tours és nomenat bisbe de Tours pel rei franc, Sigebert I.[1]